# قلعة بولدت
قلعة بولدت

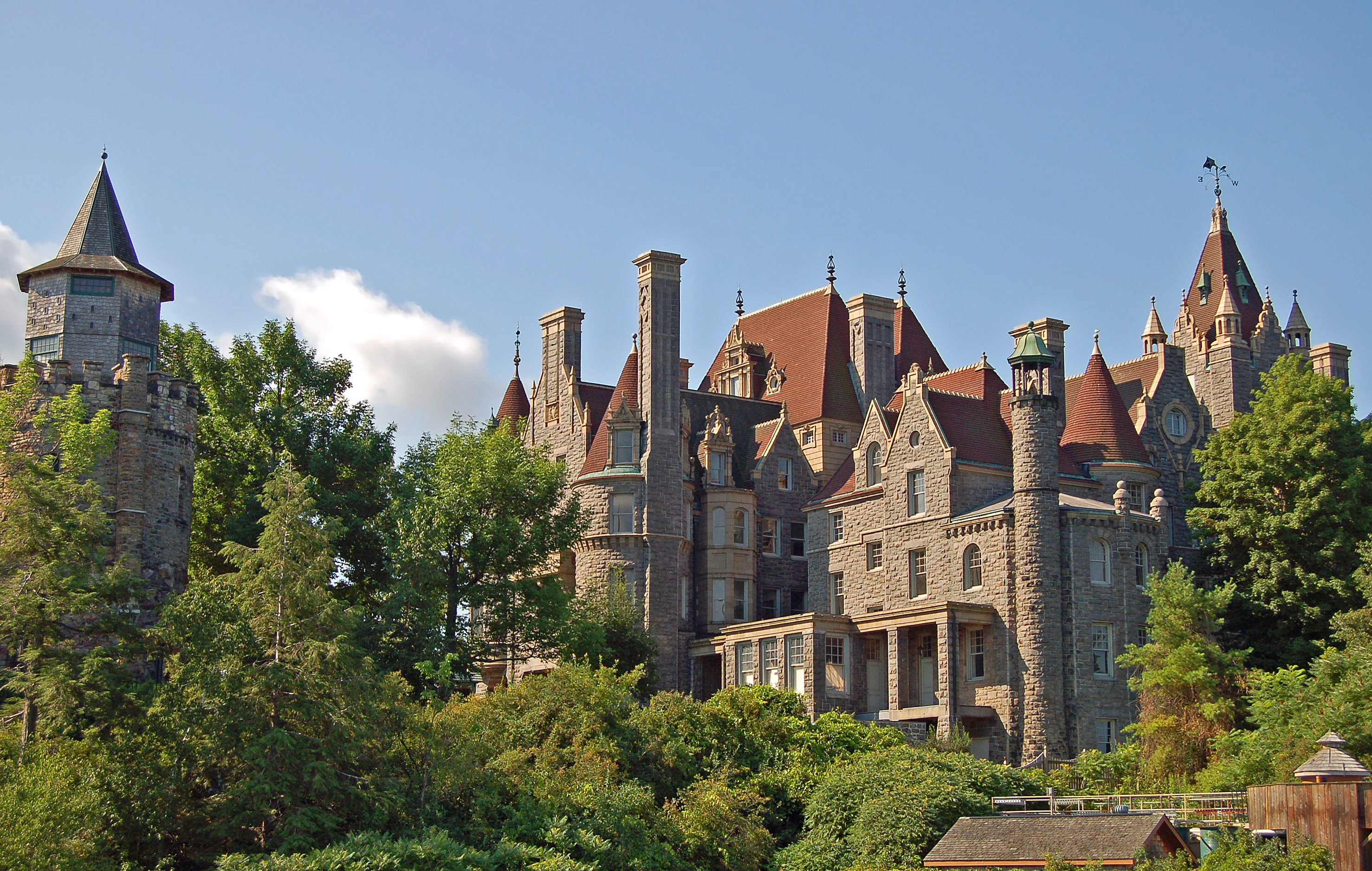
قلعة بولدت في جزيرة هيرت

تقع قلعة بولدت على جزيرة القلب من ضمن الجزر الألف من نهر سانت لورانس، وتقع على امتداد الحدود الشمالية من ولاية نيويورك.
قلعة بولدت تعتبر معلما بارزاً ينجذب إليها السياح من كل مكان.
صاحب هذه القلعة:
جورج بولدت هوالمدير العام لفندق والدورف-أستوريا في مدينة نيويورك، ومدير فندق بلفيو-ستراتفورد في فيلادلفيا، هو وعائلته كانوا يقضون الصيف في جزيرة هارت (الاسم الأصلي للجزيرة).

## قصة القلعة
في عام 1900 جورج بولدت أطلق حملة بناء لبناء هيكل ضخم واستعان بشركة الهندسة المعمارية GW & WDومئات العمال من اجل بناء قلعة من ستة طوابق كهدية لزوجته وبالإضافة إلى ذلك بناء أربعة هياكل أخرى بارزة معمارياً في الجزيرة وأيضا كان لديه يخت ضخم مميز على الجزيرة المجاورة يقضي فيه فصل الصيف.
قلعة بولدت توقفت عن البناء فجأه في عام 1904 بعد وفاة زوجة بولدت (لويز كيرر بولدت) عن عمر يناهز 73 عاماً ومن بعدها القلعة تركت للشتاء القارس وللمخربين، وفي عام 1977 (جزر الألف) حصلت على السلطة لهذه الممتلكات. وتم الاتفاق على ان جميع الإرادات التي يتم الحصول عليها من دخل القلعة سوف تصرف لإعادة بناء القلعة لذا سوف يحافظ عليها لتتمتع بها الأجيال القادمة.
وبعد عقدين من الحصول على الملكية سلطة (جزر الألف) صرفت حوالي 15 مليون دولار على الترميمات والتحسينات في القلعة واستمروا على ذلك لسنوات.
لم يكن هدفهم الاساسي انهاء مالم يكتمل ولكن كان لتستعاد الجزيرة إلى ماكانت عليه في السابق. وقد تطورت التحسينات مثل وضع قبة ملونه، ارضية رخامية، وايضا القاعة الرئيسيه تم تطويرها ولم تكن بشكلها الأصلي.

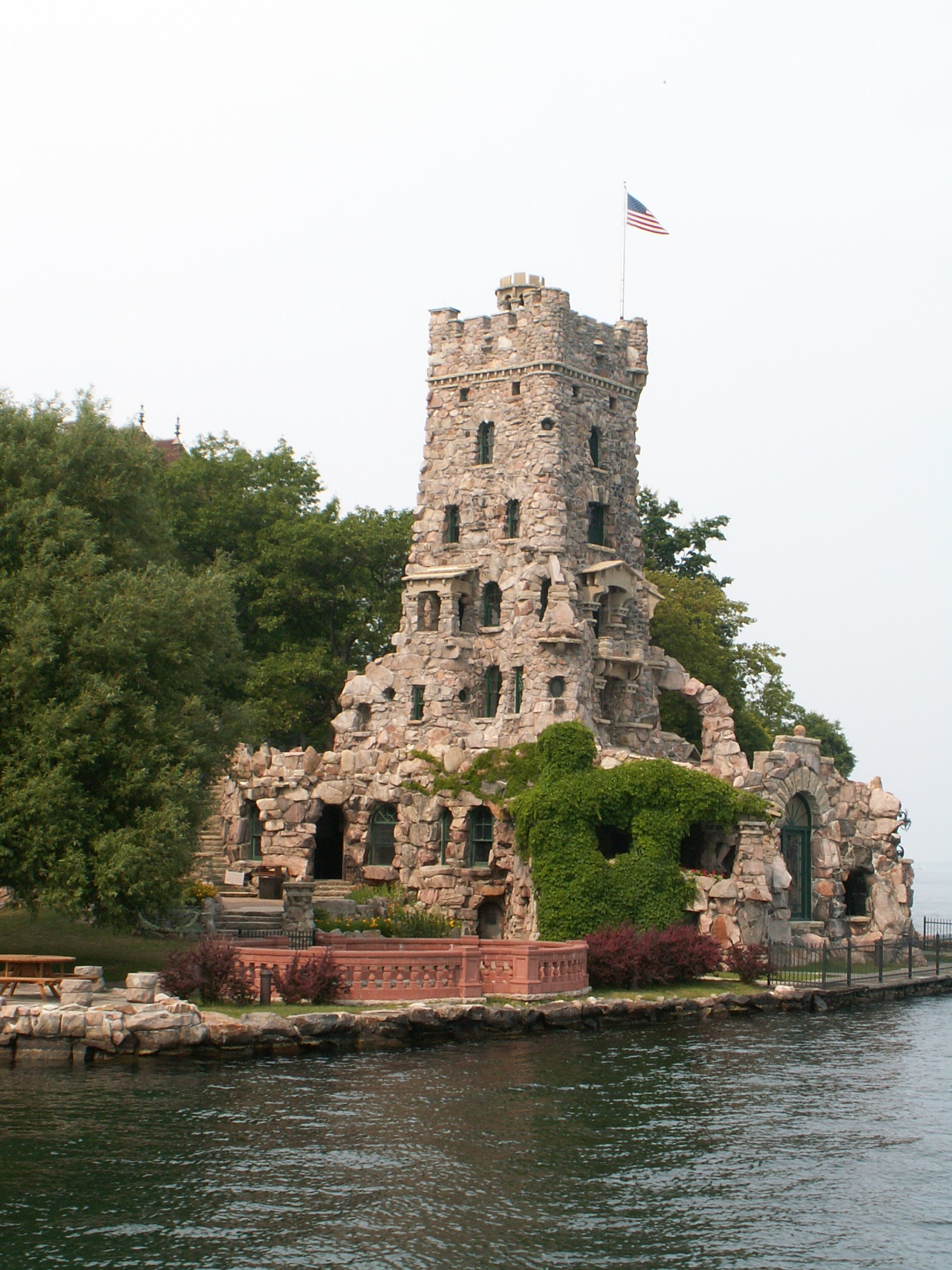
برج الستر

## الوضع الحالي
اليوم، يمكنك الوصول إلى قلعة بولدت عن طريق العبارة أو سفينة سياحية تأخذك في جولة من خليج الإسكندرية غانانوكوي، أونتاريو. روكبورت، أونتاريو. واللبلاب ليا، أونتاريو. والكثير من المباني مقابل رسوم. لكن يمكنك ان ترسو في جزيرة القلب مجانا
يوجد هناك مكتب الجمارك الامريكيه لحماية الحدود (مصنوع من الخشب). دخولك هناك يتطلب تحديد الهوية لأنه من يدخل الجزيرة يعتبر في داخل الولايات المتحدة
معظم الغرف في الطابق الأول والعديد من الغرف في الطابق الثاني من القلعة بولدت أثثت اعتبارا من عام 2011
ولكن اغلبها قطع حديثة. اما الطابق السفلي فهو غير مكتمل. يوجد حمام سباحة. بولينغ.
معظم الغرف من الطابق الثاني إلى السادس غير مفروشة ولكن يوجد بها معارض لعرض الصور والتحف خلال المدة التي عاشت بها عائلة بولدت.
وأيضا تركت الغرف غير مفروشه لإعطاء الزائر فرصة لتخيل مابدت عليه القلعة قبل جعلها حديثة البناء.
على حافة الجزيرة يوجد نصب تذكاري الذي وضعه جورج بولدت. كان يقصد به ان يكون طريق لمدخل القوارب.
وقد تم تجديده بالكامل. تمت إنارة الجسر الذي يربط الجانبين وتم تخفيض ارتفاعه على النحو المطلوب.
المباني الأخرى في الجزيرة هي: بيت الطاقة وبرج ألستر وكلاهما متاحة للزوار.
وقد بني (بيت الطاقة) لتوريد مولد الجزيرة والان هو يعتبر أكثر من متحف لكيفية الحصول على توليد الطاقة الكهربائيه في وقت مبكر من عام 1900 . وكان برج ألستر مشيد عمداً على شكل مائل وغير متكافئ.

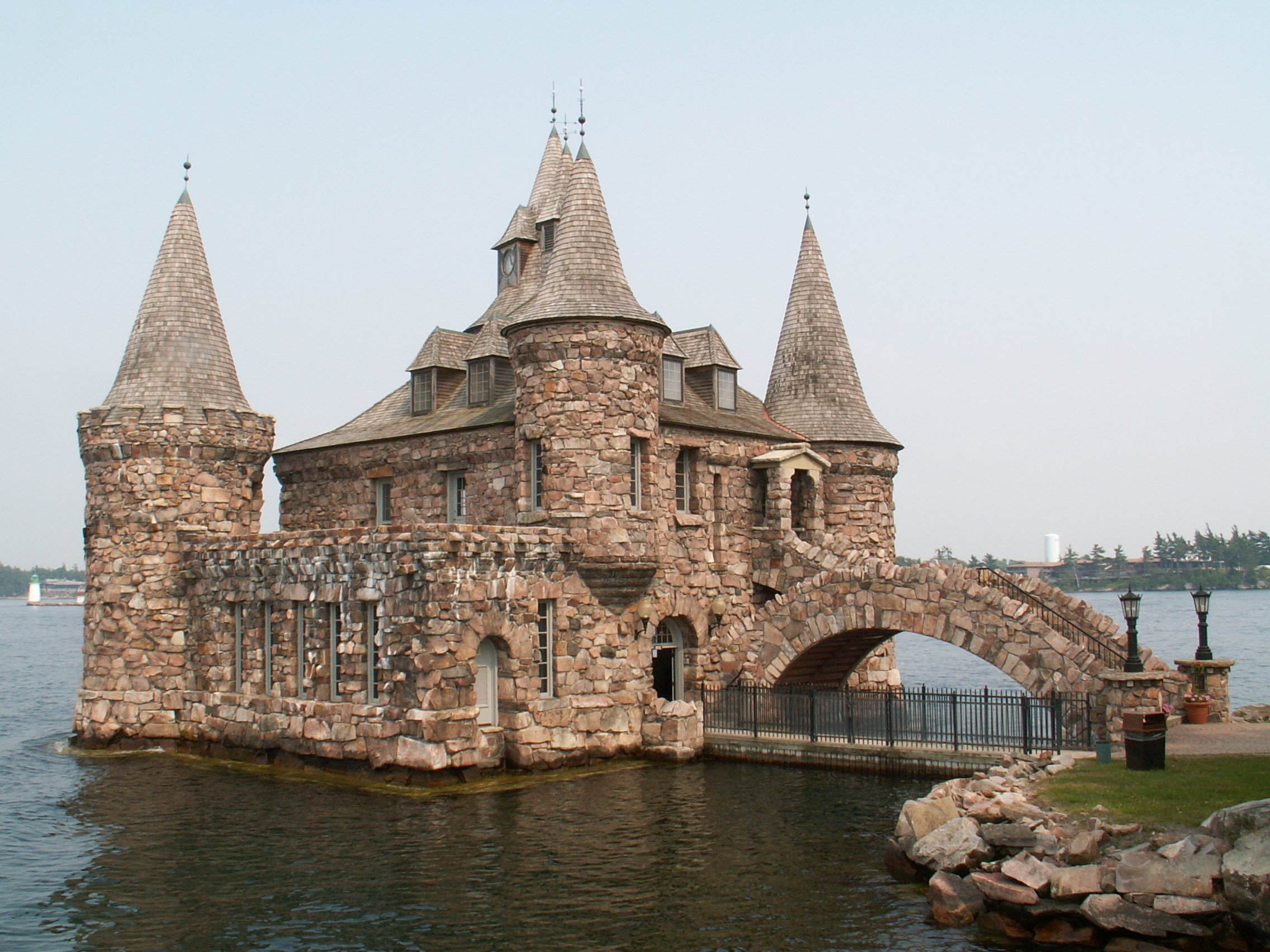
بيت الطاقة.

يخت البيت يقع في الجزيرة المجاورة وهو فريد ويستحق الزيارة
تستطيع الوصول اليه عن طريق قارب من جزيرة القلب. يخت البيت ادرج في السجل الوطني للأماكن التاريخيه في عام 1978

## معرض صور

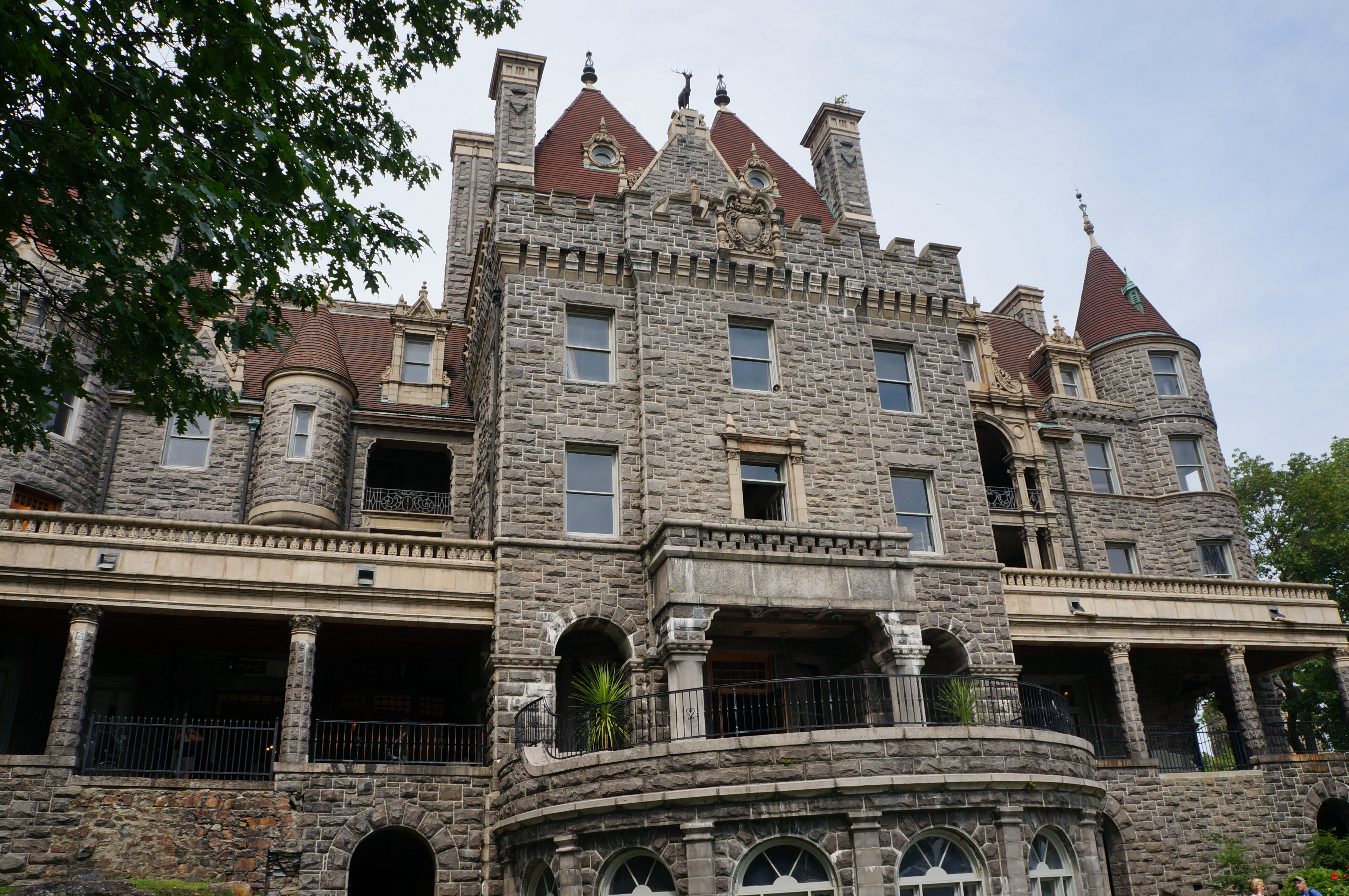
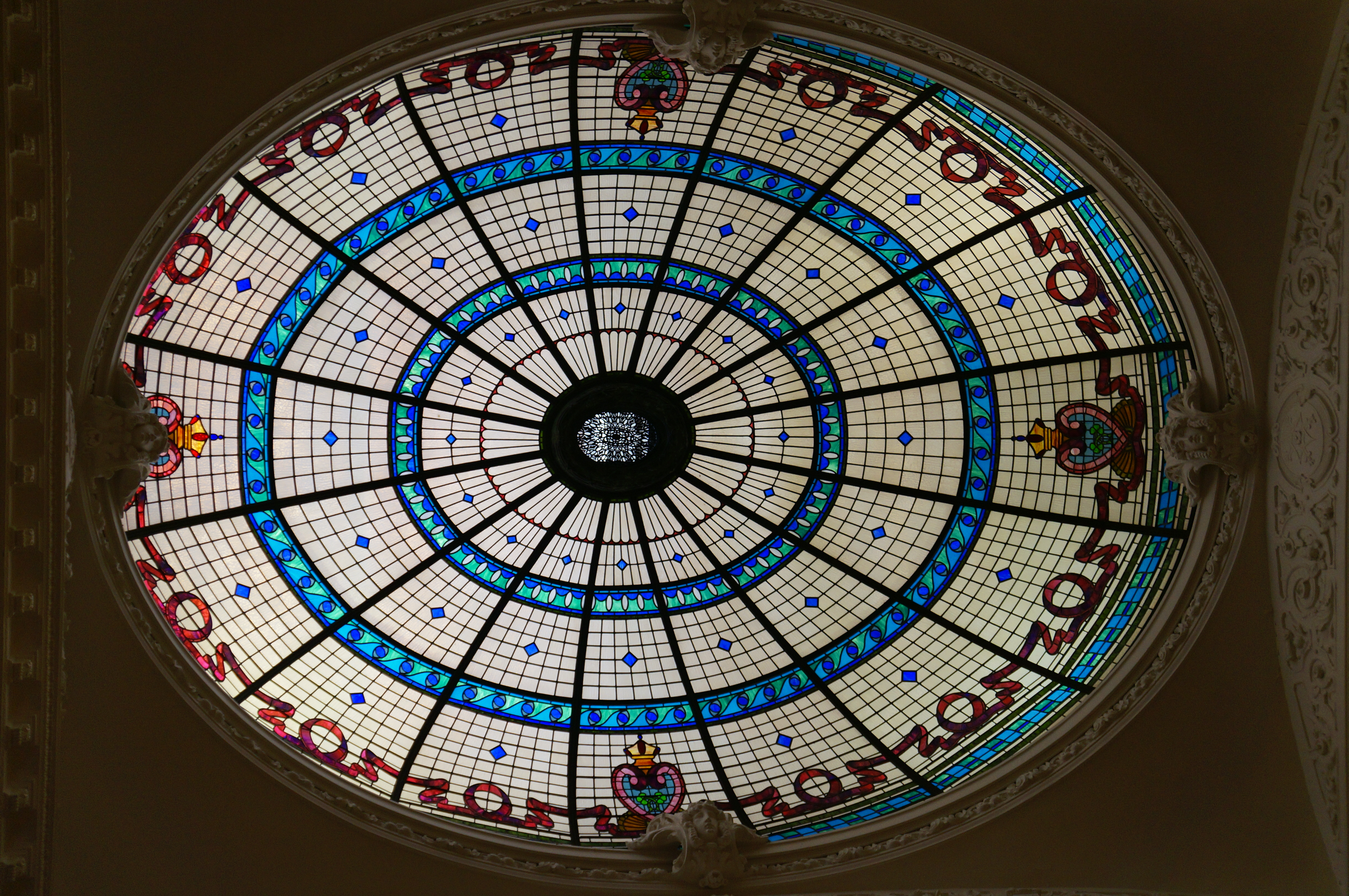
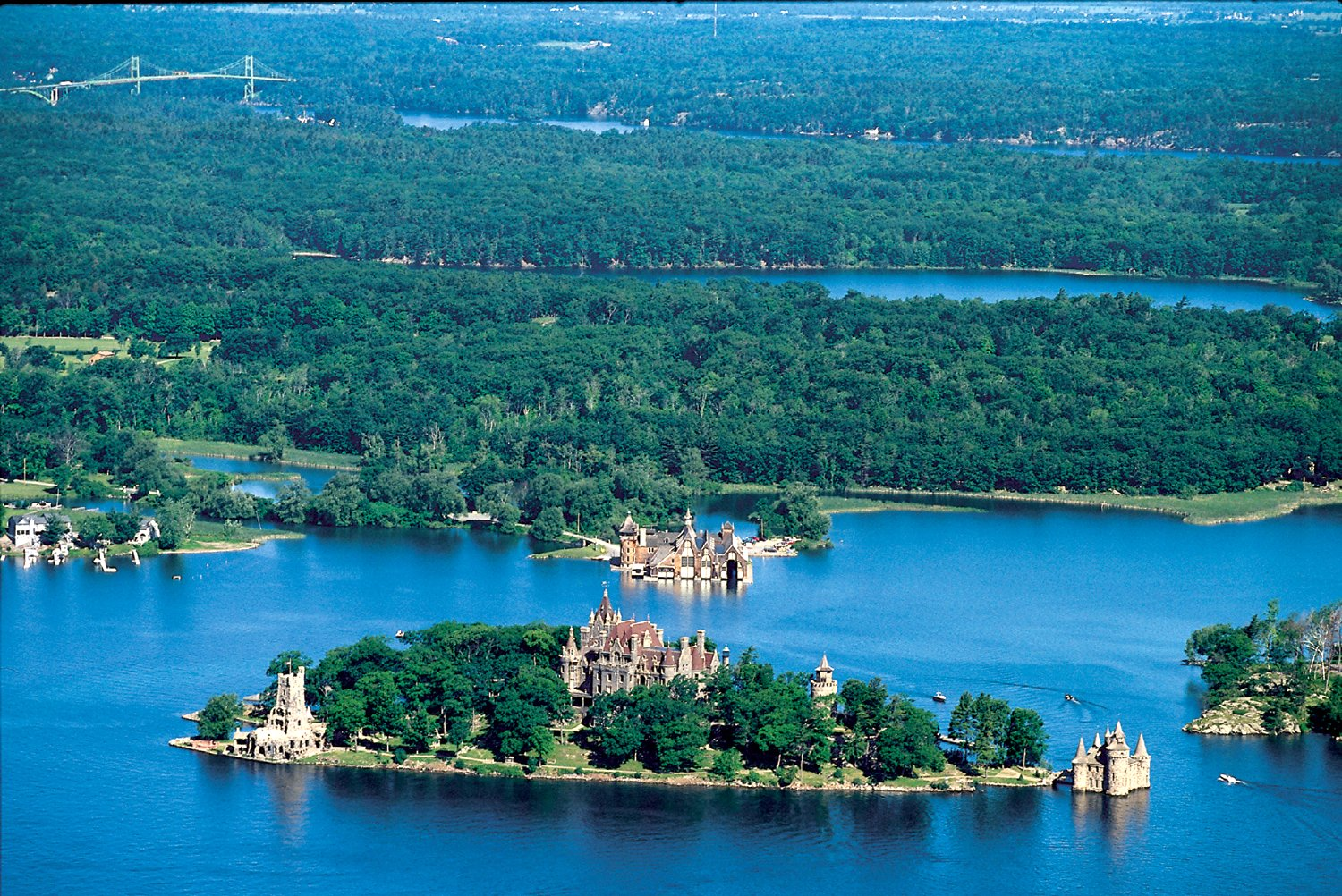